# Kevin Reich
Kevin Reich (* 26. Oktober 1995 in Iserlohn) ist ein deutscher Eishockeytorwart, der seit Juli 2025 bei den Eispiraten Crimmitschau aus der DEL2 unter Vertrag steht. Zuvor war Reich unter anderem für den EHC Red Bull München, ERC Ingolstadt und die Iserlohn Roosters in der Deutschen Eishockey Liga (DEL) aktiv.

## Karriere

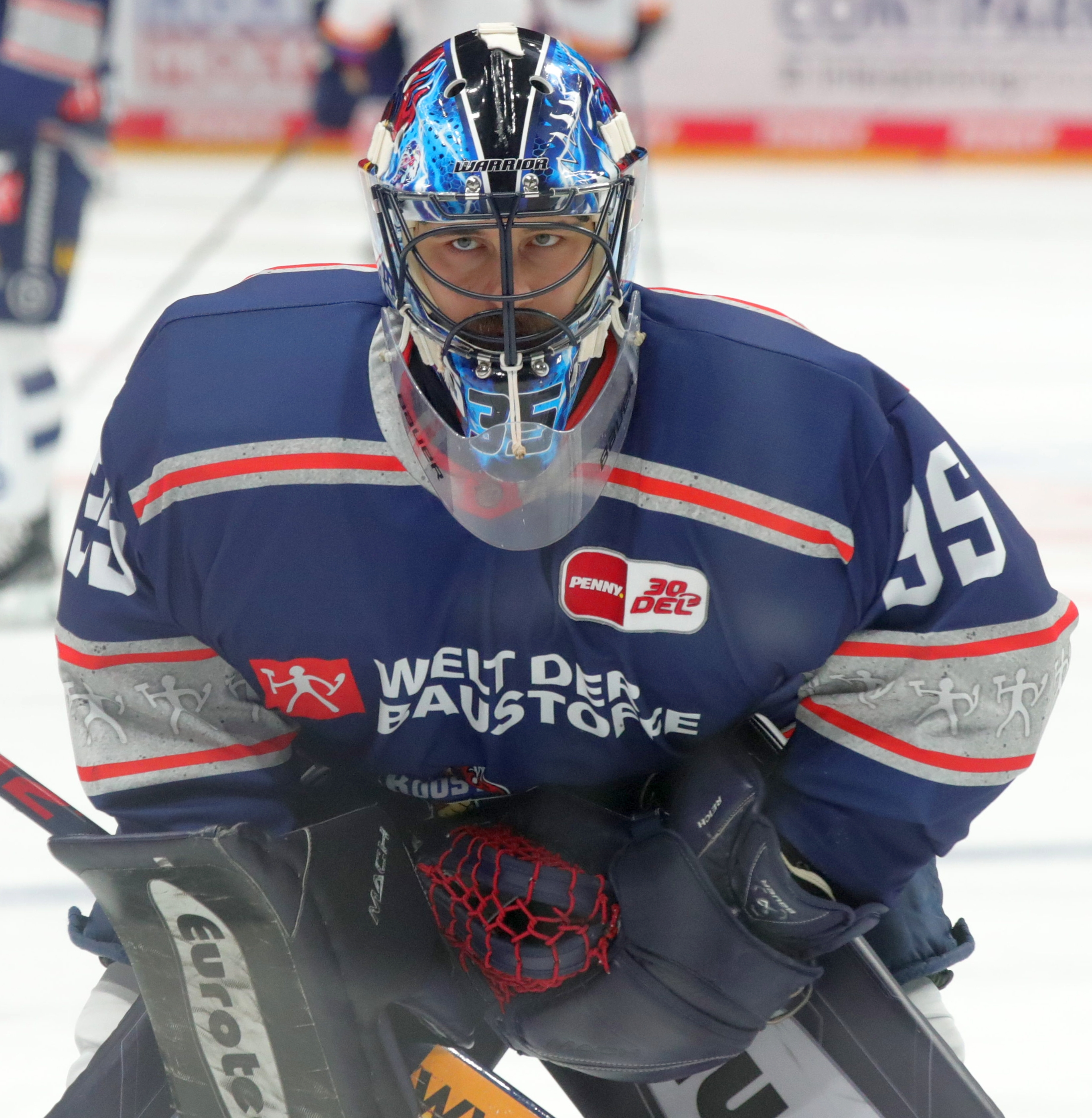
Reich im Trikot der Iserlohn Roosters (2023)

Reich durchlief alle Nachwuchsmannschaften des Iserlohner EC bis zur U16-Mannschaft in der Schüler-Bundesliga. Danach wechselte er nach Krefeld und Mannheim, lief für die U18- und U20-Nationalmannschaft auf und errang die Deutsche Meisterschaft mit den Jungadler Mannheim in der Deutschen Nachwuchsliga (DNL). Im Juli 2013 unterschrieb er beim EHC Red Bull München einen Vertrag bis 2016 und spielte parallel beim Farmteam des EC Red Bull Salzburg in der Molodjoschnaja Chokkeinaja Liga (MHL). Im Januar 2014 wechselte Reich zu den Dubuque Fighting Saints in die United States Hockey League (USHL), nachdem er bei Red Bull München nur wenig zum Einsatz gekommen war. Die Saison 2013/14 der USHL beendete Reich mit 21 Einsätzen bei den Fighting Saints, die in den Playoffs das Finale der Eastern Conference erreichten. Die Folgespielzeit verbrachte Reich nicht ausschließlich bei den Fighting Saints, sondern stand auf Leihbasis auch für die Green Bay Gamblers der USHL und die Janesville Jets der North American Hockey League (NAHL) auf dem Eis.
Im Sommer 2016 kehrte der Schlussmann zu Red Bull Hockey zurück und spielte für die zweite Mannschaft des EC Red Bull Salzburg in der Alps Hockey League. Zwischen 2017 und 2019 spielte er vor allem per Förderlizenz beim SC Riessersee in der DEL2 und der drittklassigen Oberliga, gehörte offiziell aber auch zum Kader des EHC Red Bull München. Zwischen 2019 und 2021 gehörte er fest zum Kader der Roten Bullen und verließ den Klub nach der Saison 2020/21. Wenige Wochen später wurde er im Mai 2021 vom Ligakonkurrenten ERC Ingolstadt verpflichtet, mit dem er im Frühjahr 2023 abermals Vizemeister wurde, nachdem ihm dies bereits vier Jahre zuvor mit München gelungen war. Nach der Spielzeit 2022/23 verließ Reich den ERCI und kehrte zu seinem Ausbildungsverein nach Iserlohn zurück. Dort fungierte er in der Saison 2023/24 als Ersatzmann von Andreas Jenike und wechselte über den Sommer 2024 zu den Hannover Scorpions in die Oberliga. Bereits nach einem Jahr bei den Niedersachsen zog es den Torhüter zu den Eispiraten Crimmitschau in die DEL2.

### International
Reich vertrat Deutschland bereits 2012 bei der World U-17 Hockey Challenge in Kanada. In der Folge nahm er mit der U18-Nationalmannschaft an der Weltmeisterschaft 2013 sowie mit dem U20-Nationalteam an den Weltmeisterschaften der Jahre 2014 und 2015 teil.

## Erfolge und Auszeichnungen
| - 2012 DNL-Meister mit den Jungadler Mannheim - 2013 DNL-Meister mit den Jungadler Mannheim - 2019 Deutscher Vizemeister mit dem EHC Red Bull München | - 2023 Deutscher Vizemeister mit dem ERC Ingolstadt - 2023 Geringster Gegentorschnitt der DEL-Playoffs |

## Karrierestatistik
Stand: Ende der Saison 2024/25

### International
Vertrat Deutschland bei:
- World U-17 Hockey Challenge 2012
- U18-Junioren-Weltmeisterschaft 2013
- U20-Junioren-Weltmeisterschaft 2014
- U20-Junioren-Weltmeisterschaft 2015

(Legende zur Torhüterstatistik: GP oder Sp = Spiele insgesamt; W oder S = Siege; L oder N = Niederlagen; T oder U oder OT = Unentschieden oder Overtime- bzw. Shootout-Niederlage; Min. = Minuten; SOG oder SaT = Schüsse aufs Tor; GA oder GT = Gegentore; SO = Shutouts; GAA oder GTS = Gegentorschnitt; Sv% oder SVS% = Fangquote; EN = Empty Net Goal; 1 Play-downs/Relegation; Kursiv: Statistik nicht vollständig)

## Familie
Reich ist seit 2021 mit der deutschen Eishockeynationalspielerin Anna-Maria Reich verheiratet. Sein jüngerer Bruder Dustin Reich ist ebenfalls professioneller Eishockeyspieler.